# 4880 Товстоногов
4880 Товстоногов (4880 Tovstonogov) — астероїд головного поясу, відкритий 14 жовтня 1975 року.
Тіссеранів параметр щодо Юпітера — 3,284.